# Средищен хребет
Средищният хребет или Западен хребет (на руски: Срединный хребет, Западный хребет) е главният вододелен хребет, простиращ се на 1200 km по цялото протежение на полуостров Камчатка, от провлака Параполски дол на север до нос Лопатка на юг, разположен в Камчатски край на Русия. В най-широката си част достига до 120 km. Максимална височина вулкана Ичинска Сопка 3607 m (55°40′41″ с. ш. 157°43′06″ и. д. / 55.678056° с. ш. 157.718333° и. д.), разположен в западната периферия на средната му част. Изграден е от палеозойски кристалинни шисти и гнайси и мезокайнозойски пясъчници, шисти и вулканични скали. Има множество изгаснали вулкани и ледникови форми (циркуси, трогови долини и др.), остатъци от древни заледявания. Съвременното заледяване обхваща площ от 866 km2. От източните му склонове водят началото си река Камчатка (най-голямата река на полуострова), десетки нейни леви притоци (Кирганчик, Козиревка, Бърза, Еловка и др.) и множество други реки (Карага, Езерна, Асача и др.) вливащи се в Берингово море и Тихия океан. От западните му склонове извират реките (Пустая, Лесная, Палана, Кахтана, Воямполка, Тагил, Утхолок, Хайрюзова, Белоголова, Морошечная, Сопочная, Ича, Облуковина, Колпакова, Кол, Болшая, Опала и др.), вливащи се в Охотско море. Долните части на склоновете му са обрасли с гори от каменна бреза и участъци от кедров и хвойнов клек, а високите части представляват планинска тундра. Долините са заети от обширни високопланински пасища.